# Saemundssonia conica
Saemundssonia conica är en insektsart som först beskrevs av Henry Denny 1842.  Saemundssonia conica ingår i släktet Saemundssonia och familjen fjäderlöss. Arten är reproducerande i Sverige. Utöver nominatformen finns också underarten S. c. conica.